# Приём Ендрассика

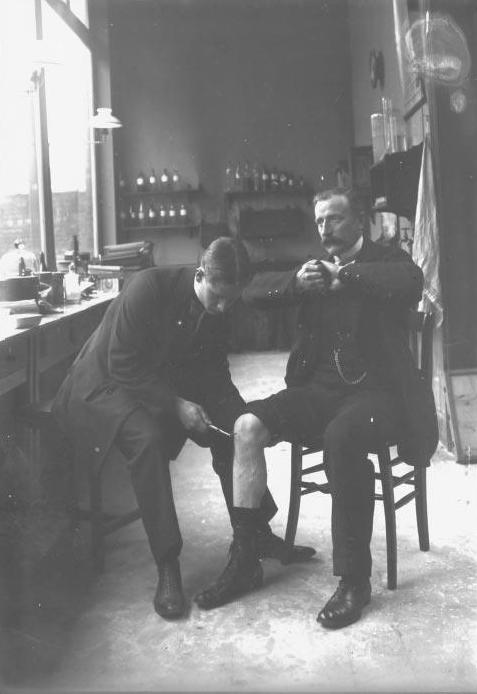

Приём (манёвр) Ендрассика заключается в том, что пациент сцепляет пальцы двух рук «замком» перед грудью, а затем пытается разорвать этот «замок» (иногда, как варианты — сильно сжимает челюсти или сжимает рукой руку другого человека). Затем молоточком ударяют по сухожилию, чтобы выявить коленный рефлекс. Получаемый результат сравнивается с тем, который был без использования приёма. Часто более заметный результат получается, когда пациент сосредотачивается на этом действии, так как оно может предотвратить сознательное затормаживание рефлекса. Этот метод особенно полезен тем, что даже если пациент знает, что это используется для отвлечения, этот метод работает. Этот приём был открыт в конце 19-го столетия венгерским врачом Эрно Ендрассиком (Erno Jendrassik), в честь которого он и был назван.
Хотя увеличение амплитуды коленного рефлекса при сокращении (напряжении) удалённых мышц, известный как манёвр Ендрассика, было открыто более чем 100 лет назад, до сих пор механизм, с помощью которого работает это «облегчение», остаётся неизученным. Предполагается, что активность нейронов шейного утолщения спинного мозга или какого-то более рострально расположенного центра, возникающая при приёме Ендрассика, передается к альфа-мотонейронам спинного мозга и вызывает возбуждение тех мотонейронов, которые в отсутствие приёма Ендрассика находятся в состоянии «подпорогового возбуждения». Усиливающее воздействие приёма Ендрассика на моносинаптические рефлексы у человека изучали путём сравнения H- и T-рефлексов солеуса и блокирования активности нервных волокон. Метод Ендрассика одинаково усиливает проявления H- и T-рефлексов при условии, что они слабо работают. Н-рефлекс остаётся усиленным и в том случае, когда активность мышечных веретён в солеусе не изменяется, или когда афферентные нервные волокна типа 1α, идущие из солеуса, заблокированы. Из этого следует, что усиливающий эффект при приёме Ендрассика влияет на α-мотонейроны преимущественно не через γ-петлю, а через ослабление пресинаптического ингибирования или другой центральный механизм. Недавно получены данные об ингибировании приёмом Ендрассика позднего (наступающего через 100 мс) полисинаптического компонента коленного рефлекса; это может говорить о том, что приём Ендрассика действует через сложный, возможно, транскортикальный путь. Показано также, что при определённых условиях приём Ендрассика активирует центральный генератор ходьбы.